# The Flaming Lips and Heady Fwends
The Flaming Lips and Heady Fwends è un album discografico del gruppo musicale statunitense The Flaming Lips, pubblicato nel 2012. Si avvale della collaborazione di numerosi ospiti e musicisti.
Di The Flaming Lips and Heady Fwends esiste un'edizione in vinile limitata di dieci copie, vendute a 2.500 dollari l'una, i cui dischi contengono il vero sangue di Kesha, Erykah Badu, Nick Cave e Chris Martin, che hanno partecipato alle registrazioni dell'album. I proventi sono stati destinati ad associazioni benefiche.

## Tracce
1. 2012 (You Must Be Upgraded) (feat. Kesha, Biz Markie e Hour of the Time Majesty 12) – 4:09
2. Ashes in the Air (feat. Bon Iver) – 6:13
3. Helping the Retarded to Know God (feat. Edward Sharpe and the Magnetic Zeros) – 7:03
4. Supermoon Made Me Want to Pee (feat. Prefuse 73) – 3:17
5. Children of the Moon (feat. Tame Impala) - 5:32
6. That Ain't My Trip (feat. Jim James dei My Morning Jacket) – 3:47
7. You, Man? Human??? (feat. Nick Cave) – 3:34
8. I'm Working at NASA on Acid (feat. Lightning Bolt) – 7:59
9. Do It! (feat. Yoko Ono & Plastic Ono Band)– 3:28
10. Is David Bowie Dying? (feat. Neon Indian) – 6:36
11. The First Time Ever I Saw Your Face (feat. Erykah Badu) (scritta da Ewan MacColl) – 10:04
12. Girl, You're So Weird (feat. New Fumes) – 3:21
13. Tasered and Maced (feat. Aaron Behrens dei Ghostland Observatory) – 2:43

La versione vinile dell'album, al posto del brano Tasered and Maced ha il brano I Don't Want You to Die (feat. Chris Martin) - 4:13